# سرحدی میرحسین
سرحدی میرحسین، روستایی در دهستان ژاله‌ای بخش کرباسک شهرستان زابل در استان سیستان و بلوچستان ایران است.

## جمعیت
بر پایه سرشماری عمومی نفوس و مسکن در سال ۱۳۹۵، جمعیت این روستا برابر با ۲۶۵ نفر (۸۹ خانوار) بوده‌است.